# Jean Claude

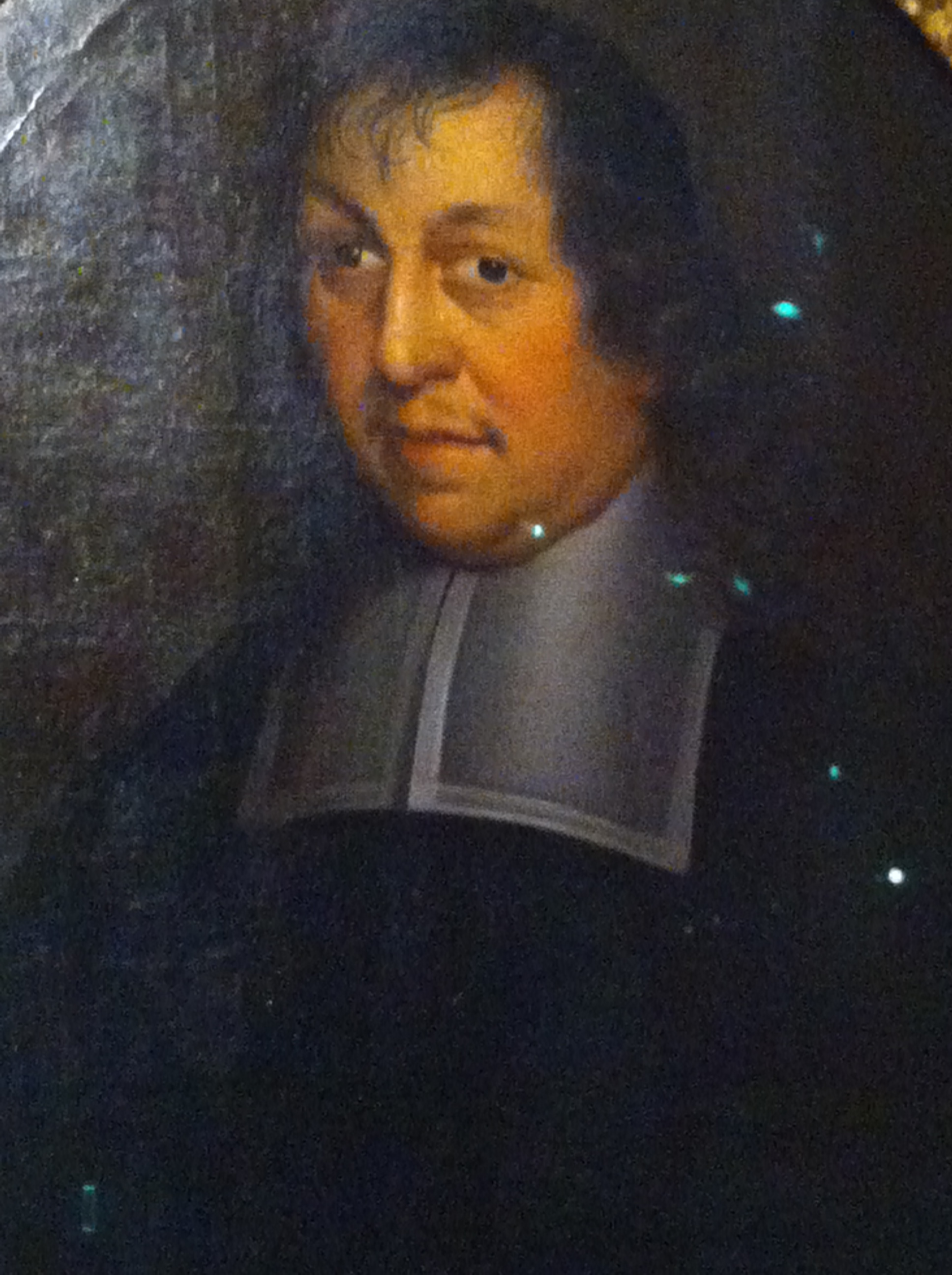
Jean Claude im Internationalen Museum der Reformation

Jean Claude (* 1619 in La Sauvetat-du-Dropt bei Agen; † 13. Januar 1687 in Haag) war ein französischer reformierter Theologe.
1654 wurde er als Pfarrer und Professor nach Nîmes berufen, aber sowohl hier als auch in Montauban von der Regierung zum Stillschweigen verurteilt. Daraufhin begab er sich nach Paris und wurde dort bekannt durch seine apologetischen Werke gegen katholische Gegner, vor allem durch seine vierbändige Défense de la réformation, die 1673 in Rouen erschien. Ab 1666 bekleidete er die Pfarrstelle von Charenton bei Paris. Durch das Edikt von Fontainebleau im Jahre 1685 erhielt er den Befehl, Frankreich binnen 24 Stunden zu verlassen, und begab sich nach dem Haag, wo er die Plaintes des protestantes cruellement opprimés dans le royaume de France (Köln 1686) schrieb.
Seine sämtlichen Werke erschienen 1688 in fünf Bänden unter dem Titel Œuvres posthumes de Jean Claude in Amsterdam. Zu Claudes Schülern gehörte Jean Frédéric Ostervald.